# Crick Buttress
Crick Buttress ist ein 1050 m hoher, steilwandiger Grat des Vulkans Big Ben auf der Insel Heard im südlichen Indischen Ozean. Er erstreckt sich vom Budd Ridge in das Kopfende des Fiftyone-Gletschers.
Benannt ist er nach John Crick, der 1965 an der erfolgreichen Besteigung des Vulkans Big Ben beteiligt war.